# Municipio de Lafayette (condado de Coshocton)
El municipio de Lafayette (en inglés: Lafayette Township) es un municipio ubicado en el condado de Coshocton en el estado estadounidense de Ohio. En el año 2010 tenía una población de 4081 habitantes y una densidad poblacional de 62,8 personas por km².

## Geografía
El municipio de Lafayette se encuentra ubicado en las coordenadas 40°15′10″N 81°45′25″O / 40.25278, -81.75694. Según la Oficina del Censo de los Estados Unidos, el municipio tiene una superficie total de 64.98 km², de la cual 63,91 km² corresponden a tierra firme y (1,65 %) 1,07 km² es agua.

## Demografía
Según el censo de 2010, había 4081 personas residiendo en el municipio de Lafayette. La densidad de población era de 62,8 hab./km². De los 4081 habitantes, el municipio de Lafayette estaba compuesto por el 98,77 % blancos, el 0,17 % eran afroamericanos, el 0,1 % eran amerindios, el 0,17 % eran asiáticos, el 0,1 % eran de otras razas y el 0,69 % eran de una mezcla de razas. Del total de la población el 0,39 % eran hispanos o latinos de cualquier raza.